# 潘镜芙
潘镜芙（1930年1月20日—2023年10月8日），浙江湖州人，船舶工程专家，中国工程院院士，原任職於中国船舶重工集团公司第七〇一研究所研究院。

## 履历
1952年，潘镜芙自浙江大学毕业。在七〇一研究所任职期间，他主持了设计051型导弹驱逐舰，也因此被称为“中国导弹驱逐舰之父”。1995年，当选中国工程院院士。